# Rise and Fall, Rage and Grace
A Rise and Fall, Rage and Grace az Offspring nyolcadik stúdióalbuma, mely 2008. június 11-én jelent meg.

## Számlista
- 1. Half-Truism
- 2. Trust In You
- 3. You‘re Gonna Go Far, Kid
- 4. Hammerhead
- 5. A Lot Like Me
- 6. Takes Me Nowhere
- 7. Kristy, Are You Doing Okay?
- 8. Nothingtown
- 9. Stuff Is Messed Up
- 10. Fix You
- 11. Let‘s Hear It For Rock Bottom
- 12. Rise And Fall
- 13. O.C. Life (Bonus Track)

## Külső hivatkozások
- Offspring.com. (Hozzáférés: 2008. április 13.)
- The Offspring (magyar rajongói oldal). [2007. február 24-i dátummal az eredetiből archiválva]. (Hozzáférés: 2008. április 13.)